# 朝鮮民主主義人民共和国の経済史
朝鮮民主主義人民共和国の経済史（ちょうせんみんしゅしゅぎじんみんきょうわこくのけいざいし）では、1945年の第二次世界大戦終了後にソビエト連邦（ソ連）が占領統治した38度線以北の朝鮮地域（北朝鮮）と、その後1948年9月9日に成立した朝鮮民主主義人民共和国（北朝鮮）の経済史について述べる。

## 前史

### 日本統治時代の北朝鮮地域の経済特徴

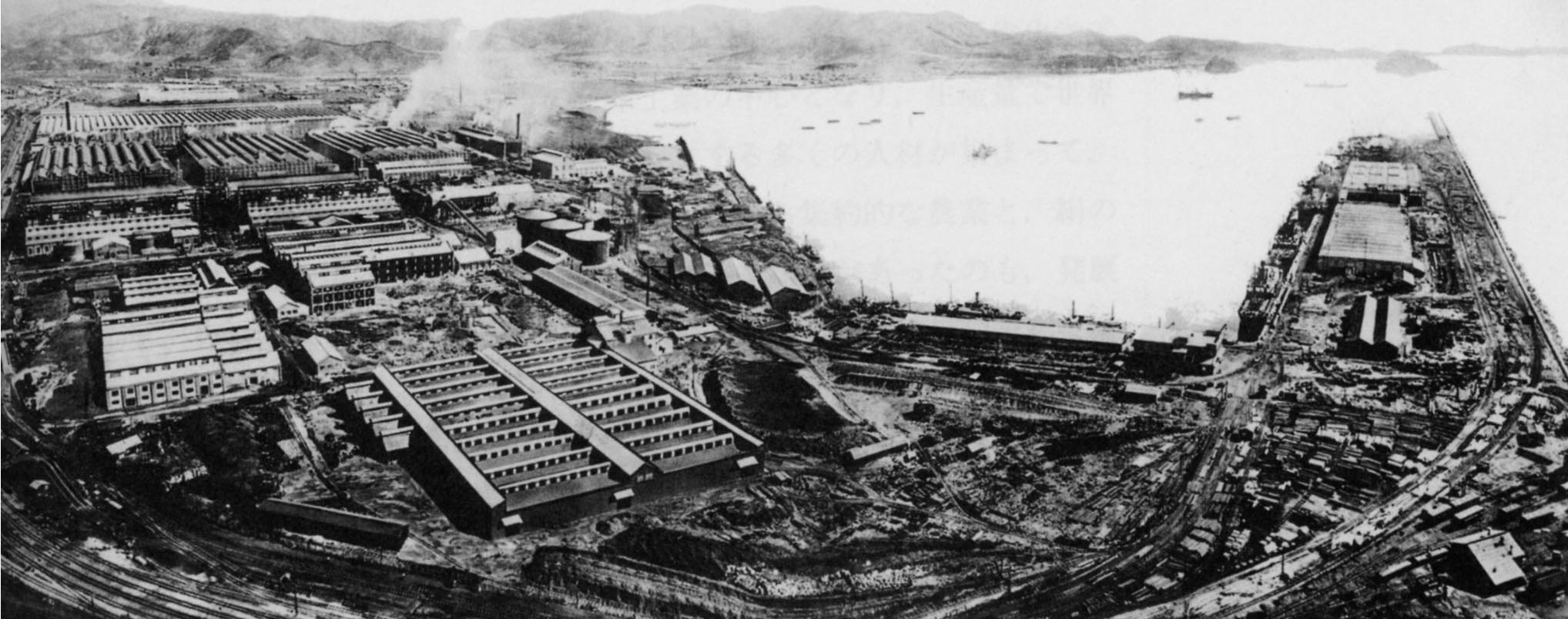
朝鮮窒素肥料 興南工場

日本統治時代に朝鮮の北部地域（平安道、咸鏡道）では、豊富な地下資源と水力発電に適する山岳地帯が多い地域特性から、重化学工業が発展した。日窒コンツェルンが建設した興南の化学コンビナートや、日本製鐵が兼二浦に建設した日本製鐵兼二浦製鉄所はその代表例である。
一方比較的平野が多い朝鮮の中・南部地域（現在の韓国）では農業や軽工業が発展し、朝鮮半島の重化学工業の8割以上が朝鮮北部地域、そして農業生産や軽工業の約6－7割が朝鮮中・南部地域で生産されていた。朝鮮半島の地域によって産業の発達状況に差が見られたことは、第二次世界大戦後に38度線で南北に分断された双方（北朝鮮、南朝鮮）の経済発展に悪影響を与えることになった。

## 日本統治終了から朝鮮戦争まで
1945年9月2日の日本の降伏で第二次世界大戦が終了した後、日本の統治下にあった朝鮮は北緯38度線を境（38度線）として、南側（南朝鮮）はアメリカ合衆国、北側（北朝鮮）はソ連の占領行政下に入った。
ソ連統治下の北朝鮮で権力を固めていったのは、ソ連から帰国した金日成を中心とする抗日パルチザン出身のグループ（後の満州派や甲山派）であった。1946年2月に北朝鮮臨時人民委員会が発足すると、金日成らはソ連の支援を受けつつ北朝鮮社会の社会主義化政策を押し進めた。まず最初に行われたのが土地改革であった。1946年3月、人民委員会はこれまで地主や日本人、宗教団体などが所有していた土地を無償で没収し、貧農や小作人に再分配した。この土地改革はわずか20日あまりという短期間に遂行されたため、地主らが抵抗を行う時間的余裕がなく、また多くの地主が社会主義体制を嫌ってアメリカ占領下の南朝鮮に逃れていったため、改革に対する抵抗は比較的少なかった。
1946年8月には人民委員会が重要産業国有化法令を公布し、鉱山、鉄道、大規模な商業施設など、これまで主に日本人が所有していた主要な産業施設を無償で没収し、国有化した。このように北朝鮮では中央の指令に基づき経済の運営を行う、指令型計画経済である社会主義化が急ピッチで進められた。
1947年と1948年に人民委員会は単年度の経済計画を施行し、経済の再建を進めた。農業、鉱業・工業とも生産高は順調な伸びを見せたため、朝鮮民主主義人民共和国成立後の1949年からは2カ年計画をスタートさせ、ソ連の技術援助や借款を受けて更なる産業全般の発展を図ることになった。しかし1950年6月の朝鮮戦争（祖国解放戦争）勃発により、2カ年計画は中断されることになった。

## 朝鮮戦争の影響と復興

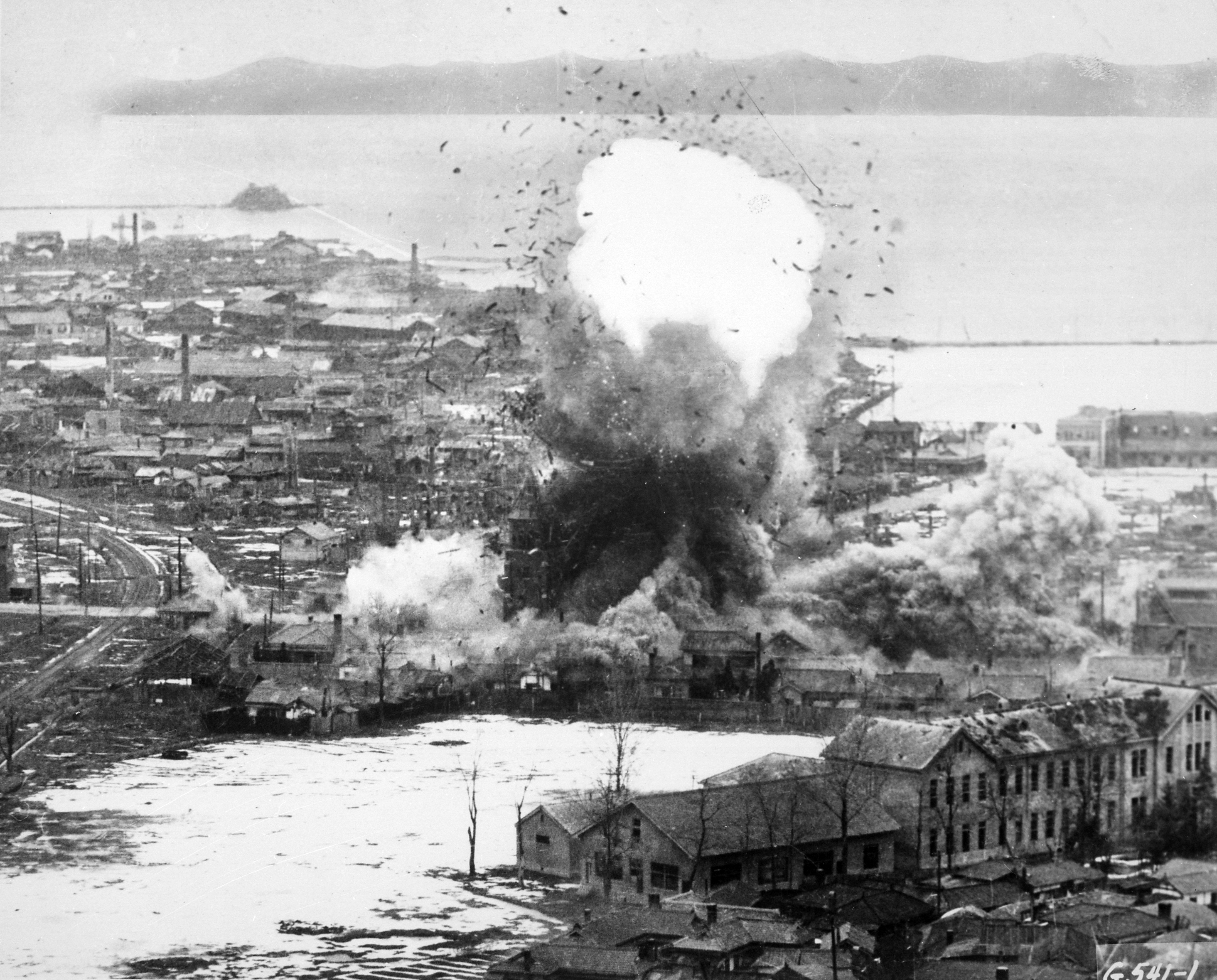
1951年頃、B-26爆撃機による攻撃を受ける元山市

朝鮮戦争は1953年7月に休戦となった。3年余り続いた戦争によって朝鮮半島のほぼ全域が戦場となったため、北朝鮮の産業基盤は深刻な被害を蒙った。1953年の工業生産は1949年の64パーセントに低下したが、戦争によって肥大化した軍需産業部門以外は軒並み2割程度に落ち込んでいた。また北朝鮮全土の多くの耕地は戦災を蒙り、所有者が不在となって耕作できなくなった農地も多く、耕地全体の四分の一の農地が耕作困難となっていた。そして戦争によって数十万人以上という多くの人命が失われ、そのうえ北朝鮮側から韓国側への移住者も多数生じたため、朝鮮戦争後の北朝鮮では労働力の不足も深刻であった。
朝鮮戦争は北朝鮮経済に対して直接的影響ばかりでなく、間接的にも大きな影響をもたらした。まず戦費の多くがソ連からの借り入れによってまかなわれたため、その返済を行わなければならなかった。そして一番の大きな影響は朝鮮半島の分断が固定化し、北朝鮮は常に韓国側と対峙する立場に立たされたことである。韓国との軍事的緊張下に置かれた北朝鮮は常に軍事力の強化に努める必要に迫られ、2023年現在に至るまで軍事関連に多額の出費を継続することになった。また朝鮮戦争時に軍需物資不足に悩まされた経験は、軍需産業の基盤となる重工業偏重の産業政策を採用する一因となった。このように南北分断は北朝鮮経済のゆがみの大きな要因を作ることになった。
朝鮮戦争が終結した翌年の1954年から1956年にかけて、北朝鮮は戦後復興3カ年計画を行った。この計画では重工業をまず優先し、同時に農業と軽工業の発展を図り、農業部門については個人農経営から農民を協同組合に加入させる社会主義的集団化を進めることとした。
鉱工業に関しては、朝鮮半島北部には豊富な地下資源が埋蔵されており重工業化に適していたことや、先述の軍需工業の基盤としての重工業を重視する必要性などから重工業優先の経済政策を採ることが決定された。戦争終結直後で北朝鮮住民が生活に苦しんでいる状況下、消費財を中心とした軽工業ではなく重工業優先の政策を採ることについて強い反対意見が出されたが、金日成らは反対者を排除し、重工業偏重の鉱工業政策が遂行された。
農業の集団化については、朝鮮戦争によって労働力や農業に必要な物資が不足している状況下、個人経営では農業のすみやかな復興に限界があったという必要性はあったが、他の社会主義国では農業用機械を中心とした農業生産手段が十分に行き渡った状況が農業集団化の前提とされたのに比べて、当時の北朝鮮の状況は農業生産手段が絶対的に不足しており、農業集団化にも反対意見が噴出した。農業集団化のスピードは他の社会主義国と比較しても極めて早く、集団化開始後3年の1956年には80パーセントを越え、1958年には100パーセント集団化を達成した。
朝鮮戦争からの復興期、北朝鮮経済の特徴となる二つの要素が明らかとなってきた。まず第一は「自立的民族経済建設路線」である。これは外国に頼らずに生産手段と消費財を自力で賄うことを目指した路線で、朝鮮戦争時に全ての資材を外国からの輸入に頼っていたため、開戦後輸入がストップするとともに兵器生産が止まってしまったことの反省によるものであった。この自立路線は中ソ対立などの外的要因や金日成の対立者の排除を通して強化され、やがて主体思想へと進化していくことになる。
もう一方の要素は、自立的民族経済の確立とは矛盾する巨額の援助によって北朝鮮経済を支える状況が作り出されたことである。朝鮮戦争で大きな被害を蒙った北朝鮮は、ソ連や東欧諸国そして中国からの援助を受けつつ重工業中心の産業復興を進めていくことになった。援助の効果もあって3カ年計画は順調に遂行され、計画を上回る速さで北朝鮮は戦後復興を果たしていく。しかしソ連や東欧諸国からの援助は1989年の社会主義圏の崩壊と1991年のソビエト連邦の崩壊まで続き、中国からの援助は今もって北朝鮮経済を支える柱の一つである。また在日朝鮮人の帰国運動によって帰国した人々に対する日本の親族からの援助や、1990年代半ば以降行われている西側諸国からの食糧援助等が北朝鮮を支えた事実は、外部からの援助に頼る北朝鮮経済の実情を表しているといえる。

## 中ソ対立の狭間と金日成の絶対的権力の確立
1956年から始まったスターリン批判、そして同年に発生したハンガリー動乱は、社会主義圏に大きな動揺をもたらすことになった。スターリン批判は北朝鮮や中国のように強い権威を持つ指導者が存在する社会主義国の警戒を呼び、またハンガリー動乱に代表されるソ連による介入も自立路線を目指す北朝鮮や中国の反発を招いた。1950年代後半以降ソ連と中国との関係悪化が目立つようになり、1960年代には中ソの対立は決定的となった。北朝鮮は中ソ対立の中、両者間のバランスを取った関係維持を基本としていたが、どちらかといえば利害の一致点が多い中国寄りの立場を取っていた。
1957年から開始された5カ年計画の時期は、千里馬運動が強力に押し進められたことが大きな特徴である。朝鮮半島の伝説にある、一日に千里を駆ける名馬にちなみ名づけられた千里馬運動は、ソ連のスターリン時代のスタハーノフ運動、毛沢東が提唱した大躍進政策と同じく、思想宣伝活動によって大衆の意識を高め、増産運動に動員するという運動であり、「朝鮮社会主義型の国家総動員体制」と評価されている。
千里馬運動は中ソの関係悪化が進む中、北朝鮮に対する援助が減少して資材や資金不足が目立つようになっていたことと、また先述の社会主義圏内の対立から自主路線を強化する必要性に迫られたことが開始の大きな原因であった。当時は民族意識が高揚し、大衆動員も比較的容易であり、5カ年計画は1年繰り上げて1960年に達成されたと発表された。しかし大衆動員による無理な増産運動は生産現場のひずみを生み、何よりも北朝鮮では千里馬運動に倣った、思想宣伝活動によって大衆の意欲を高めることに重点を置き、物質的な報酬を最小限に抑えた状況下で最大限の労働力を引き出すことを目的とした大衆動員型の運動が、現在に至るまで繰り返し行われ続けられ、北朝鮮経済に大きな影響を与えている。
1959年12月からは、日本からの在日朝鮮人の帰還事業が開始された。朝鮮戦争ならびに韓国側に脱出した越南者の影響で北朝鮮は慢性的な労働力不足に悩まされており、朝鮮戦争終結後、ソ連と中国に在住していた朝鮮人の帰国の推進を行っていた。1950年代後半、在日朝鮮人の北朝鮮への帰国運動の高まりの中、北朝鮮は韓国に対する優位性の確立などという目的とともに、不足する労働力の補充や日本からの帰国者が持つ技術に注目して技術移転の機会として在日朝鮮人の受け入れを押し進めた。やがて在日朝鮮人が帰国する際に持参する物資や、北朝鮮で生活に苦しむ帰国者に対して日本の親族から送られる現金や物資、そして技術は、経済難に悩む北朝鮮当局にとって大きな支えの一つとなった。
1960年2月、金日成は江西郡青山里で現地指導を行い、その際に青山里方式と呼ばれる北朝鮮独自の農業管理方式が金日成によって提唱された。これは「農民に対して物質的な刺激よりも、政治・思想的な教育を通じて増産を図る」ことを目的とした経営管理方式であった。そして翌1961年12月には、大安電機工場で現地指導を行った金日成は、工業部門の経営管理方針である大安の事業体系を指示した。こちらも工場内の朝鮮労働党組織が企業内の経営管理体制の基本となり、政治・思想的な教育を通じて増産を図る経営管理方針であった。
1961年からは第一次7カ年計画が開始された。しかし1960年代に入り激化した中ソ対立は計画の遂行に悪影響を及ぼした。中ソ対立激化の中、北朝鮮は当初両国間の等距離外交を図り、中ソ両国から援助を引き出そうとしていたが、やがて中国寄りの立場を示すようになり、その結果としてソ連からの援助は激減する。その一方、中国は大躍進政策失敗の後遺症から経済の混乱が続き、ソ連からの援助減少の穴を埋めるには至らなかった。
また1960年代はキューバ危機の発生やベトナム戦争など、東西陣営間は激しく対立しており、韓国と対峙する北朝鮮では軍事的緊張が高まっていた。更に韓国の1961年軍事クーデターによる朴政権の成立と 1965年の日韓基本条約の締結は、北朝鮮の警戒心を高めることに繋がった。緊張する国際情勢は北朝鮮の軍備増強に拍車をかけ、経済に大きな負担を強いることになった。
1966年、国防力増強の必要性が高まったことを理由として、7カ年計画の3年延長が決定された。同年、中国では文化大革命が開始され、紅衛兵が金日成のことを批判したことがきっかけとなり、中朝関係も悪化した。ソ連に続いて中国とも関係が悪化するという苦境に追い込まれた北朝鮮は、1966年から1967年にかけて路線対立者を排除し、金日成の絶対的権力が確立した。そのような中、金日成の長男である金正日の台頭が始まった。なお北朝鮮とソ連、中国との関係が正常化するのは1970年代に入ってからのことになる。

## 金正日の台頭と6カ年計画の混乱
1970年、第一次7カ年計画は当初の予定よりも3年延長した上で、目標が達成されたと発表された。1970年には朝鮮労働党の第5回党大会が行われ、「唯一思想体系の確立」が党大会で採択された朝鮮労働党の党規約に明記され、金日成の絶対的権力が更に強化された。
1971年には6カ年計画がスタートした。しかしこの6カ年計画は1972年以降、大きな計画変更がなされることになる。計画変更の大きな原因の一つは韓国との南北対話の開始であった。1972年のニクソン大統領の訪中など、東西陣営間の緊張緩和のきざしが見え始めた中、韓国と北朝鮮は南北対話を開始し、「七・四共同声明」を発表した。その共同声明に至る話し合いの中で、北朝鮮代表団がソウルを訪問し予想外の韓国側の経済発展に驚き、6カ年計画当初にはなかった西側諸国からのプラントの導入を決定し、大規模な工業地帯の建設を開始した。
6カ年計画の当初計画からの変更にはもう一つ大きな原因があった。それは金正日の後継者決定の動きであった。1960年代後半から金日成の後継者として地歩を固めつつあった金正日は、1973年から1974年にかけて朝鮮労働党内で書記、政治局員となっていった。金正日は後継準備の一環として、生産現場に「思想、技術、文化」の三大革命を起こすことを目的として「三大革命小組」を北朝鮮各地の工場や農場などに派遣した。三大革命小組は1975年以降、三大革命赤旗獲得運動という大衆動員運動に発展していった。
また1974年、金正日は大衆動員による増産運動である「七十日戦闘」を指揮した。七十日戦闘は6カ年計画の繰り上げ達成を目指し、思想宣伝活動によって大衆の増産に対する熱意を掻き立てる運動であった。1975年9月には、6カ年計画は予定を1年4ヶ月繰り上げて達成されたと発表された。
6カ年計画期間中に行われた西側からのプラント購入と、金正日の経済への介入は北朝鮮経済に大きな禍根を残した。まず西側諸国からのプラントの導入は、折からの第一次石油ショックによる世界経済不況によって、北朝鮮の主要外貨獲得商品であった非鉄金属の価格が下落し、プラントの代金を支払えなくなるという事態を引き起こした。しかもせっかく導入したプラントで生産された物資は、主に北朝鮮国内の需要に当てられて輸出分は少量にとどまり、プラント自体の生産能力も当初の見込みに及ばなかったため、導入したプラントの活用によって外貨をまかなうことも叶わなかった。結局1970年代の北朝鮮対外債務の多くは返済されずに現在に至り、北朝鮮の国際的信用に大きな傷を作った。
金正日が指揮した三大革命小組や七十日戦闘は、経済の現場に大きな混乱をもたらした。生産現場に派遣された三大革命小組は実態とかけ離れた指導を行い、現場に大きな混乱を招いた。また増産運動は生産現場に無理を強いる結果となり、「成果」として報告される数字も実態からかけ離れたものになっていった。
1975年に繰り上げ達成が発表された6カ年計画であったが、続く経済計画は1978年になるまで開始されなかった。経済計画の空白期間は経済の調整が行われたものと発表されており、6カ年計画当初からの経済計画の変更や大衆動員による無理な増産運動、そして石油ショックの影響で北朝鮮が背負うこととなった対外債務の問題などで発生した経済の混乱を調整する必要があったのではないかと推定されている。

## 第二次7カ年計画
1978年から第二次7カ年計画がスタートした。この計画を策定、そして当初の指揮を取ったのは政務院総理（首相）の李鐘玉を中心とした経済テクノクラートらであったと考えられ、計画の遂行状況は当初、北朝鮮の経済計画としては順調であったと見られている。
しかし1980年に開催された朝鮮労働党第六回党大会以降、状況は一変する。この党大会で金正日は朝鮮労働党中央委員会政治局常務委員、政治局員、書記、党中央軍事委員会委員に選出され、金日成の後継者であることが公然の事実となった。
第六回党大会では「80年代の十大展望目標」と呼ばれる経済建設目標が採択された。十大展望目標では既存の第二次7カ年計画の目標数値の4割増以上の数値が目標とされ、結果として経済計画を中途変更することとなった。そして十大展望目標の達成のために「80年代速度創造運動」などといった大衆動員が指令され、このことによって北朝鮮の経済は再び混乱していった。
第二次7カ年計画の遂行を混乱させたもう一つの要因が、金正日によって提唱され、建設が進められた「記念碑的建造物」である。1982年に七十歳を迎える金日成の偉業を称えるために、金正日は主体思想塔、凱旋門などといった建造物を建設していった。これらの建設も第二次7カ年計画の当初計画にはなかったもので、非生産的な建設事業にもかかわらず多くの労働力や資材が投入され、北朝鮮の経済建設に悪影響をもたらした。
1982年以降、北朝鮮当局は経済実績の公表を次第に行わないようになり、北朝鮮経済の不振が予想されるようになった。1984年には金正日が軽工業、水産業、農業の増産を図る政策を発表し、同年には外資導入による経済活性化を図るために「合営法」が施行されるなど経済運営の見直しも行われたが、これまでの政策を根本的に変更するには至らず、北朝鮮経済の不振は続いた。そして1985年2月になって、第二次7カ年計画の達成が公表されたが、発表された数値に具体性が乏しくその達成に疑問が残った。

## 社会主義圏の崩壊と金日成の死去
6カ年計画と同じく、第二次7カ年計画終了後の1985年と1986年には新たな経済計画の発表はなく、経済の「調整期間」とされた。これは6カ年計画終了後と同じく、第二次7カ年計画時の経済混乱を調整するために設けられた調整期間と考えられている。
1987年になって、第三次7カ年計画が開始された。この経済計画は初年度から成果について全く発表されず、計画の遂行が当初から困難であったと考えられている。その上1989年に平壌で行われた第13回世界青年学生祭典では、1988年に開催されたソウルオリンピックに対抗するために、北朝鮮当局は多額の費用と資材を投入して祭典関連施設の建設を進め、また祭典に世界中から多くの人々を招いた。この巨額の投資は北朝鮮経済に悪影響を及ぼした。
北朝鮮経済に深刻な打撃を与えたのが、1989年の東欧社会主義圏の崩壊とそれに続く北朝鮮への経済援助の激減であった。特にソ連との貿易では、1990年11月にこれまでのバーター取引から国際市場価格に基づく国際通貨による決済に変更された。東欧の旧社会主義圏や中国との貿易も次々と国際通貨による決済へと変更され、バーター取引では輸入の一部は事実上援助と同じ扱いとなっていたが、深刻な外貨不足に悩む北朝鮮は輸入を大きく減らさざるを得なくなった。
その結果、これまで貿易額の半分以上を占めていた対ソ連貿易は、ソ連が崩壊する1991年には前年比の約七分の一にまで減少し、東欧諸国からの援助も途絶え、北朝鮮経済は危機を迎えることになった。韓国銀行の推定によれば、第三次7カ年計画中の経済成長率は－2.74パーセントとマイナス成長へと落ち込み、1993年12月、北朝鮮は第三次7カ年計画は達成できなかったことを公式に認めた。第三次7カ年計画の失敗後、現在に至るまで新たな経済計画は立てられていない。
北朝鮮をめぐる情勢で、この頃から大きな問題となったのが核問題である。北朝鮮の核開発の疑惑は国際社会の大きな疑念を招き、国際原子力機関 (IAEA) の核査察を受けるように国際的な圧力が加えられた。しかし北朝鮮は容易に査察に応じようとはせず、1994年6月にはIAEAからの脱退を宣言するに至った。その後北朝鮮は独自の核開発を継続し、2006年と2009年には地下核実験を強行するに至った。核問題は北朝鮮に対する国際的信用を失墜させることとなり、国際連合安全保障理事会によって経済制裁決議がなされるなど、経済問題の悪化につながることになった。
北朝鮮当局としても厳しい経済難に対する対策を全く立てなかったわけではない。1991年には北朝鮮の北東部にあって、中国とロシア国境近くの羅津市と先鋒市一帯を自由経済貿易地区に指定し、経済特区の設定によって外資の導入を図った。また1993年12月に行われた朝鮮労働党中央委員会総会では、1994年から1996年を経済再建のための調整期間とすることとし、農業、軽工業、貿易の発展を中心に据えた経済政策を進めることが決定された。しかし、1994年7月8日に金日成が死亡し、その後北朝鮮の経済状態は極度に悪化していくことになる。

## 大飢餓と深刻な経済難
1994年7月の金日成死亡後、北朝鮮は極度の経済難に襲われる。経済難の中でも最大の問題は大飢饉であった。大飢饉は実質的には1994年に始まっていたと考えられている。大飢饉が発生した理由は複合的であると考えられている。まず北朝鮮当局が主張しているように、1995年の大水害以降、気象災害が相次いで北朝鮮を襲ったことが食糧不足の一因となったことは確かである。しかしより根本的な原因は化学肥料や農薬を大量に使用し、耕地面積を広げるために無理な段々畑を作るなど、主体農法に代表される北朝鮮の農業政策そのものの欠陥にあった。社会主義圏の崩壊にともなう北朝鮮経済の悪化は、化学肥料や農薬の調達可能量の激減を招いた。更に永年にわたる化学肥料の大量使用は地力の低下を招き、段々畑の拡大など無理な耕地の拡大とともに、水害に著しく脆弱な農業環境を作り出してしまっていた。また、増産運動など精神的刺激ばかり与えられ、物質的な刺激に乏しい北朝鮮集団農業の非効率性も農業生産の大きな低迷原因であった。北朝鮮の穀物生産高は1990年代に入って低下していたものと考えられ、食糧の配給が滞るようになり、1996年には食糧配給がほぼ止まり、北朝鮮の多くの人々の生活を支えていた配給制度が崩壊し、少ない食料を分配する能力を失った北朝鮮当局の無策によって飢餓は拡大していった。
大飢餓を招いたのは北朝鮮当局の責任とする批判があり、経済史学者の李栄薫は「金日成主席の死亡（1994年）から1997年までに金日成の墓のために使われた資金は9億ドル（約970億円）にのぼる。その金があれば、1995年から1998年にかけ300万人が死んだとされる大飢餓の人々を救えたはずだ」と述べている。また、韓国から北朝鮮に向けて風船で散布している北朝鮮向けビラには、「300万人が飢えて死んだ『苦難の行軍』の時、3年間も北朝鮮人民らを養うことのできる8億9千万ドルを投じて自分の父の金日成の死体を飾るのに費やしました。このお金で食糧を買い、飢える人民に食べさせたら、数百万人が餓死はしなかったはずです。これがまさに人民の父母、人民の指導者と騒ぎ立てる金正日の正体です」と書かれている。1999年4月30日『朝鮮日報』によると、テポドン1号発射には最低3億ドルかかり、3億ドルで国際市場のトウモロコシを買えば約350万トンになり、それだけで北朝鮮全国民の1年分の食糧となる。1999年4月22日『労働新聞』は、金正日の「（1998年8月のテポドン1号発射について）敵は何億ドルもかかっただろうと言っているが、それは事実だ」「私は、わが人民がまともに食べることができず、他人のようによい生活ができないということを知りつつも、国と民族の尊厳と運命を守り抜いて明日の富強祖国を建設するため、資金をその部門に振り向けることを承諾した」という発言を報じている。安明進によると、1990年代後半に金正日は「反乱が起きたら全部殺せ。餓死者は死なせておけばいい。私には2千百万全部の朝鮮人民が必要なのではなく、百万の党員がいればいいんだ」と発言した。
大飢餓によって死亡した人数については、北朝鮮当局が発表した約22万人から、350万人に及ぶという推計まであり数値に大きな差が見られる。いずれにしても数十万 - 数百万の人々が餓死した。飢餓に苦しむ人々のなかから、北朝鮮を逃れる脱北者と呼ばれる北朝鮮人が相次いだ。国境警備の目を盗み、命がけの思いで国境の川を渡ってきた脱北者らは、人身売買の対象になっており、20歳〜24歳の女性は7千元、25歳〜30歳の女性は5千元、30歳以上は3千元で中国などに売られているとされる。
2009年の中国への脱北者は2万5千人〜3万人にのぼるほか、中国東北部に潜伏する脱北者は、30万人〜40万人と見積もられている。4割は中国にとどまるが、6割はベトナムやモンゴルなどの第三国に渡り、大半は売春婦か中国人の妻になる。売春婦になる場合、「満足に食べられるならただ働きでいい」という希望者も多いとされる。アメリカ合衆国国務省の2009年『人身売買に関する年次報告書』によると、脱北者は中国と国境を接する咸鏡北道からが多く、8割が人身売買の犠牲になっており、強制的に売春させられたり、中国人の妻になる女性が多く、妻を不要だと感じた夫が、別の男性に「転売」する事例も発生しており、脱北に失敗した者は強制収容所に送られ、強制労働や拷問、レイプなどの虐待を受ける。脱北を商売にする仲介業者は少なくとも150社ほど存在しており、ほとんどが中国朝鮮族である。脱北者の人身売買には「人販子（レンファンツー）」と呼ばれる仲介業者が暗躍し、また、一部の中朝国境警備部隊員が結託しており、ホステスや売春婦、中国人の妻になる場合、中国の仲介業者は依頼主から脱北者1人あたり6千～7千元（約7万8千～9万1千円）を受け取り、このうち4千元（約5万2千円）を中国の警備部隊関係者に支払い、その中から1千元（約1万3千円）が、協力した北朝鮮の隊員に渡る。たばこの箱に詰めて手渡すことが多い。
1990年代、農業以外の産業も工場の操業が軒並みストップするなど大きなダメージを受けた。しかし最高指導者の金正日は疲弊した経済の再建よりも軍事優先の先軍政治を唱え、軍事部門の投資を優先させる政策を採った。韓国銀行の推計では1990年代は1998年まで経済成長率はマイナスとなった。
配給制度が崩壊した北朝鮮では、やがて住民が食糧や生活必需品を手に入れるための市場が急速に発展していくことになる。2000年代に入ると、社会主義統制経済の原則に反する市場を統制しようとする当局と市場との争いがしばしば繰り広げられることになる。
2010年の調査では、脱北者の62%が公式な職業以外の仕事にも従事していたと答えている。もはや北朝鮮政府主体の共産主義や主体思想の考えに基づく経済は崩壊状態にあり、資本主義のルールによる市場こそが北朝鮮住民の糧となりつつある。既に北朝鮮で最も広く流通しているのは、北朝鮮のウォンではなく、中国の人民元と考えられている。2013年には北朝鮮の中国への貿易依存度は90.6%に達している。

## 経済特区と経済改革

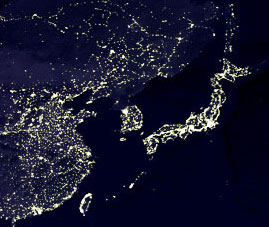
北朝鮮は平壌以外は明かりがほとんどなく暗い状態であり、照明の電気がほとんどないことが分かる。宇宙からみた地球夜景 (NASA) より

北朝鮮は1990年代の深刻な経済危機からは幾分回復したものの、2000年代に入っても厳しい経済状況が続いた。このため北朝鮮当局は、経済問題解決のためにいくつかの対策を行った。その中で先に述べた羅津市、先鋒市一帯の自由経済貿易地域指定や、1998年に開始された韓国からの金剛山観光事業、同じく韓国企業を誘致して行われている開城工業地区事業、そして中国に隣接する新義州特別行政区のように、北朝鮮のちょうど四隅を「開放」して外資を導入する政策が実施された。これは外資導入によって外部の思想に「汚染」され、政権の動揺に繋がることを恐れた北朝鮮当局が、国の四隅に当たる部分を「開放」して経済の活性化をもくろみ、その一方で他の地域に開放の影響が及ばないことを狙ったと考えられている。しかし「開放」されたはずのそれぞれの地区内でも北朝鮮当局の干渉などによるトラブルが発生しており、外資の導入は思うように進まなかった。
2002年7月1日、北朝鮮は「経済管理改善措置」を発表した。これは公定価格と賃金の大幅引き上げ、労働者の賃金への成果主義の導入、配給制度の見直し、ウォンの切り下げ、そして企業の自主権拡大などを中心とする経済改革であった。しかし経済改革はあくまで社会主義経済原則の枠組みを堅持した上で進めることを目指したもので、この措置の結果、経済の活性化は思ったように進展しなかったが、インフレと貧富の格差が拡大した。これは壊滅的な経済破綻の結果、北朝鮮の農業も鉱工業も生産力が著しく低下している状況下では、労働者の働く場所と生産物自体が絶対的に不足しており、公定価格と賃金の切り上げや成果主義の導入も効果が薄く、結局外貨を入手できたり中国などから物品を調達できる一部の人々が豊かになり、物不足が続く中でインフレが加速して、貧富の差が拡大するようになったことによる。
2008年3月に趙甲濟は、「北朝鮮の実質的な一人当たりのGDPは300ドル」であり、「北朝鮮は経済統計を発表したことがなく、韓国側が非常に古いモデルで推計し、1000ドル程度と過大評価している」「もし北朝鮮住民たちが一人当たり1000ドルの所得を享受するようになれば、地獄から天国に移住したような衝撃を受けるだろう」と述べている。
2008年12月から平壌市において通話のみだが携帯電話の利用が可能になった。しかし購入の際に、利用目的などの書類の提出があったり、スパイとみなされ監視対象となったりするので、国民での利用者は少ないとされた。加入者数は2009年には7万人だったが、その後急増し、2011年末には100万人に達するという報道もされた。

## 混迷続く経済状態と金正日の死去
配給制度が崩壊して人々は市場（いちば）で生活必需品を入手する必要に迫られたため、北朝鮮各地では市場が発達した。しかし社会主義計画経済の原則に反する市場の隆盛は北朝鮮当局の警戒心を高め、2005年頃から市場に対する統制策が行われるようになり、「経済管理改善措置」による改革路線は急速にしぼんでいった。まず2005年10月には食糧の販売については国が指定する場所でのみ許可する制度を開始した。2007年には市場に出入の可能な女性の年齢を45歳以上に制限し、市場の縮小も行われた。そして2009年からは市場の開設日数を制限することを試みたが、これは住民の強い反発によって一旦断念された。
2009年11月には突如北朝鮮建国以来2回目のデノミが行われた。続いて国内の市場の閉鎖、外貨流通の取締りが実施され、経済統制を強化した。デノミによって旧通貨と新通貨の交換が実施されたが、交換には限度額が設けられた。これは2002年の経済改革によって富を蓄えた富裕層の資産を国家が没収し、打撃を与えることが目的であった。また外貨使用の禁止によって外貨を国家に献納することを求め、これによって著しい外貨不足に陥っている北朝鮮政府が外貨を確保することをもくろんだ。
しかし、これらの経済政策は北朝鮮としては異例とも言える住民たちの大反発を呼んだ。まず、相変わらず破綻状態が続く経済下では、国営商店で販売する生活必需品などの流通が思うように行われるはずもなく、市場の強制的閉鎖もあって物資の流通全体が滞ってしまった。この結果、デノミの直後からすさまじいインフレが発生することになった。その上外貨の流通を禁じたことで、北朝鮮に入り込んでいた中国商人の活動にも障害が起こり、物資不足に拍車がかかった。そのため多くの北朝鮮住民が食糧や生活必需品を入手できない状態に陥った。更にはデノミ後に交換可能な金額に制限を設けたことで、これまで蓄えてきた資産の多くが無価値に帰してしまったことに対する反発もまた激しかった。結局、2010年2月、金英逸首相は経済政策の誤りを認めて謝罪することになった。それに先立つ2010年1月、朝鮮労働党で経済政策を担当する朴南基計画財政部長・書記が失脚し、銃殺刑に処せられたとも追放されたとも言われている。そして、いったん閉鎖された市場は以前と変わらずに開かれるようになり、外貨の使用も認められるようになった。しかしデノミ実施前後に施行された経済統制を志向する法令が停止となっていない現状から、北朝鮮当局が統制経済の復帰をあきらめたとは考えにくく、今後とも市場経済と当局との綱引きが続くと見られている。

## 金正恩体制による自由化
2011年12月17日に金正日が死去すると、息子の金正恩が最高指導者の地位を継承した。金正恩体制は北朝鮮経済の改革による経済発展を目指しており、3代目として権力継承した後の2012年1月28日、金正恩は朝鮮労働党幹部を前に、国家による統制経済の行きづまりによる深刻な経済危機から脱却するため、資本主義的手法を取り入れた経済論議を容認する姿勢を示した。
2012年に社会主義企業責任管理制及び圃田担当責任制が全面導入されたことにより市場経済が拡大し、2015年までには生活必需品の8割が市場を通じて取引されるようになったとされる。これらの政策により、経済成長率や穀物生産量が上昇し、農村部においても電子機器の所有が一般的になるなどの生活水準の向上も見られる一方、金主（トンジュ）と呼ばれる新興富裕層が出現されるなど、貧富の差の拡大も指摘されている。ただ、核開発問題を理由に採択された国連安保理決議1718などの経済制裁が有効なこともあり、経済政策の効果は限定的とみられており、韓国銀行による国内総生産の推計によると、2012年から2014年にかけては毎年1％以上の経済成長を達成したものの、2014年時点のGNI推計値は138.8万韓国ウォンで、経済規模は未だ1970年代の水準で停滞を続けている。また、国連の統計によると、2015年の北朝鮮の名目GDPは約162億8260万ドル、1ドル＝112円で換算すると約1兆8237億円となっており、内閣府が算出した日本の平成26（2014）年度の名目県内総生産と比較すると島根県や高知県、岡山市よりやや少なく、鳥取県とほぼ同規模である。
2012年11月、北朝鮮で携帯電話事業を行っているエジプトのオラスコム社は、アメリカのフォーブス誌の取材で、北朝鮮の携帯ユーザーが今年2月の100万人から150万人に増加したと述べた。2017年3月に出されたアメリカ合衆国連邦政府出資による報告書によると、金正恩政権に交代して以降電子機器の普及が進み、携帯電話の利用者数は300万人を超え、また農村部においてすらテレビ及びDVDプレーヤーの所有が一般的になった一方、政府による深刻な通信の統制、監視、検閲がなされているとされている。
北朝鮮指導部は2017年頃から漁業戦闘、漁獲戦闘のスローガンの下に積極的に遠洋漁業に乗り出した。日本海の大和堆付近に大挙して出漁して日本側の取り締まりを受けたほか、粗末な船や技術を原因とする遭難、漂着が相次いだ。2019年にはロシア側の海域にも数千隻とみられる規模で進出。ロシア当局から厳しい取り締まりを受けている。
2019年4月11日に開催された最高人民会議14期第1回会議で朝鮮民主主義人民共和国社会主義憲法が改正され、経済管理の方法として規定されていた「大安の事業体系」が削除され、社会主義企業責任管理制が新たに加えられた。